# 岡安旅人
岡安 旅人（おかやす たびと、1986年9月22日 - ）は、日本の俳優。元スターダストプロモーション所属。神奈川県出身。身長179cm。

## 出演

### 映画
- TERROR OF HOUSE（2015年、SDP） - ロドリゲス卓哉役　角田裕秋監督[1][2][3][4]
- 9次元からきた男（2016年、日本科学未来館）清水崇監督

### テレビドラマ
- 月曜ゴールデン魔性の群像 第1作（2013年7月、TBS） - 富田耕次役
- 名もなき毒 第11話（2013年9月、TBS）
- BATTLE☆DISH// （2014年1月、TOKYO MX）
- アゲイン!!（2014年7月、TBS） - 岡本雅紀役
- 探偵の探偵 第6・7・8話（2015年8月、フジテレビ）
- サイレーン 第1話（2015年10月、フジテレビ）
- 別れたら好きな人 第36・39・44話（2015年10月、東海テレビ） - 小林役
- HiGH&LOW　シーズン1 第6・7・8・9・10話（2015年11月、日本テレビ）
- times（2016年5月7日・5月14日・5月21日・5月28日、朝日放送）

### 舞台
- ハムレット - ギルデンスターン役（2015年1月、アーティストジャパン公演）[5]
- 居酒屋お夏　(2015年4月、アーティストジャパン公演）[6]

### CM
- MTV+GRAVIS　「MTV HIGH GLIDIN'」（2009年）
- SUPER SPORTS XEBIO　「HEAT-X」（2010年）
- THERMOS　「スポーツボトル」（2011年）
- PHILIPS　 GROOMING「STYLE ESCAPE」（2012年）
- ガンホー・オンライン・エンターテイメント　「パズル&ドラゴンズ」（2013年）
- 森永製菓　「ウイダーinゼリー」（2013年）
- ソニー・コンピュータエンタテインメント　「PS4」（2015年）
- 資生堂　「Snow Beauty」（2015年）
- DESCENTE LTD.　「SKINS A200」（2015年）
- NEC　 LaVie Hybrid ZERO「Lightest Life」篇（2015年）[7]

### MV
- 10-FEET　「SHOES」
- 安室奈美恵　「In The Spotlight (TOKYO)」
- AA=　「WILL」
- スキマスイッチ　「パラボラヴァ」

### その他
- VP　ソニー・コンピュータエンタテインメント
- WEB Ultimate Beast Master（Netflix） - 日本代表の1人として出演